# Ільїна Ганна Іванівна
Ганна Іванівна Ільїна (1913—1992) — доярка, Герой Соціалістичної Праці (1958).

## Біографія
Ганна Ільїна народилася 6 грудня 1913 року в селі Семенцево (нині — Сичевський район, Смоленська область). Закінчила початкову школу. З ранніх років працювала у батьківському господарстві, потім у колгоспі. У роки війни на фронті загинули її чоловік і три брати. Сама ж Ільїна з п'ятьма дітьми опинилася в окупації і була викрадена на роботи в Мінську область Білоруської РСР. Після звільнення вона повернулася на батьківщину.
Працювала дояркою в колгоспі «Росія». Була однією з кращих у своєму ремеслі у всьому районі. Вже в 1947 році отримала надої по 3370 кілограмів молока від кожної із закріплених за нею корів. Пізніше вона поступово збільшила надої до 4-8 тонн молока на рік від кожної корови. Активно займалася навчанням інших доярок роздоюванню корів в СРСР і Монголії.
Указом Президії Верховної Ради СРСР від 10 березня 1958 року «за видатні успіхи в роботі з виробництва продуктів тваринництва» Ганні Ільїній було надано звання Героя Соціалістичної Праці з врученням ордена Леніна і медалі «Серп і Молот».
Обиралася депутатом (від Смоленської області) Ради Союзу Верховної Ради СРСР 4-го (1954—1958) і 5-го (1958—1962) скликань; депутат сільської, районної та обласної Рад народних депутатів. Делегат XXI і XXII з'їздів КПРС, XIII з'їзду профспілок СРСР.
У січні 1967 року Ільїна вийшла на пенсію. Проживала у рідному селі, померла 3 грудня 1992 року. Похована в селі Суботники Сичовського району.

## Нагороди
- медаль «Серп і Молот» Героя Соціалістичної Праці (10.3.1958)
- орден Леніна (10.3.1958)
- два ордена Трудового Червоного Прапора (13.8.1949, 22.3.1966)
- медаль «За трудову доблесть» (17.8.1948).